# Коллинз, Томас (физик)
Томас Коллинз (англ. Thomas L. Collins, 1921-1996) — канадский и американский физик, специалист в области физики ускорителей, лауреат премии Уилсона (1994).

## Биография
Получил степень бакалавра, магистра и защитил диссертацию в Университете Британской Колумбии в Ванкувере, Канада. Во время обучения летом работал в крупной строительной фирме своего отца. В 1957 году Коллинз начал работать ассистентом М. Стэнли Ливингстона в группе 6 ГэВ электронного синхротрона CEA, сооружаемого силами Гарвардского университета и MIT. В 1961 году опубликовал работу, в которой рассмотрел создание в жёсткофокусирующем синхротроне длинных "пустых" промежутков, не занятых фокусирующими магнитными элементами. По словам Эрнеста Куранта, одного из изобретателей сильной фокусировки, в то время идея применения принципа жёсткой фокусировки сводилась к разбиению кольца на множество одинаковых фокусирующих ячеек. Коллинз же понял, что можно прервать последовательность и вставить между ячейками длинный промежуток, обеспечив согласование бета-функций с элементами периодичности. Эта идея, позволяющая располагать на кольце необходимое оборудование, мгновенно была востребована в конструкции сооружаемых синхротронов. Дональд Эдвардс, который был студентом в группе CEA, принёс идею Коллинза в Корнелльский университет, где его руководитель, Роберт Уилсон, сооружал 2 ГэВ электронный синхротрон, запущенный в 1964 году. Позже длинные промежутки Коллинза были использованы во всех крупных протонных синхротронах, включая Main Ring и Тэватрон в Фермилабе. Также, этот подход позволил организовать в коллайдерах финальную фокусировку пучка и промежутки встречи с многофункциональными детекторами, занимающими много места вокруг точки столкновения.
В апреле 1967 года Роберт Уилсон, возглавивший новую национальную лабораторию (Фермилаб), пригласил в неё Коллинза, который стал одним из первых физиков в лаборатории. Там он проработал до выхода на пенсию в 1988 году. Коллинз внёс вклад в сооружение и апгрейд Main Ring, источника антипротонов, одного из детекторов Теватрона CDF. Также он участвовал в проекте коллайдера SSC, закрытом конгрессом США на этапе строительства. Коллинз пользовался большим авторитетом среди коллег, которые, впрочем, отмечали сложности в коммуникации с ним.

## Публикации
- Thomas L. Collins. The 200-GeV Accelerator // IEEE Transactions on Nuclear Science. — 1969. — Т. 16, вып. 3. — doi:10.1109/TNS.1969.4325168.

## Награды
- Премия Роберта Уилсона (1994), совместно с Густав-Адольф Фосс[нем.].